# شمال آفریقا
شمال آفریقا (به عربی: شمال إفريقيا) به آن بخش از قاره آفریقا می‌گویند که در شمال صحرای بزرگ آفریقا قرار گرفته است. مرزهای دقیقی برای این ناحیه تعریف نشده است و گاهی، این منطقه را از سمت غرب، امتدادی از سواحل اقیانوس اطلس در صحرای غربی و از سمت شرق نیز تا مصر و سواحل دریای سرخ سودان می‌دانند.
متداول‌ترین تعریف برای مرزهای منطقه شامل الجزایر، مصر، لیبی، مراکش، تونس و صحرای غربی به همراه بخش اختلاف سرزمینی مورد مناقشه میان مراکش و جمهوری دموکراتیک عربی صحرا (که کشوری است با رسمیت محدود) می‌باشد. تعریف سازمان ملل متحد شامل همهٔ این کشورها و همچنین سودان می‌شود.
اتحادیه آفریقا نیز این منطقه را به‌طور مشابه تعریف می‌کند و تنها در حذف سودان با سازمان ملل متحد تفاوت دارد. ساحل صحرا (واقع در جنوب صحرای بزرگ آفریقا) به عنوان مرز جنوبی منطقه شمال آفریقا در نظر گرفته می‌شود.

## کشورهای آفریقای شمالی
- الجزایر
- تونس
- مصر
- لیبی
- مراکش
- سودان
- جمهوری دموکراتیک عربی صحرا

### مناطق مرتبط
- چاد
- سودان جنوبی
- مالی
- موریتانی
- نیجر

## نگارخانه

نقشه سامانه طبقه‌بندی اقلیمی کوپن از شمال آفریقا
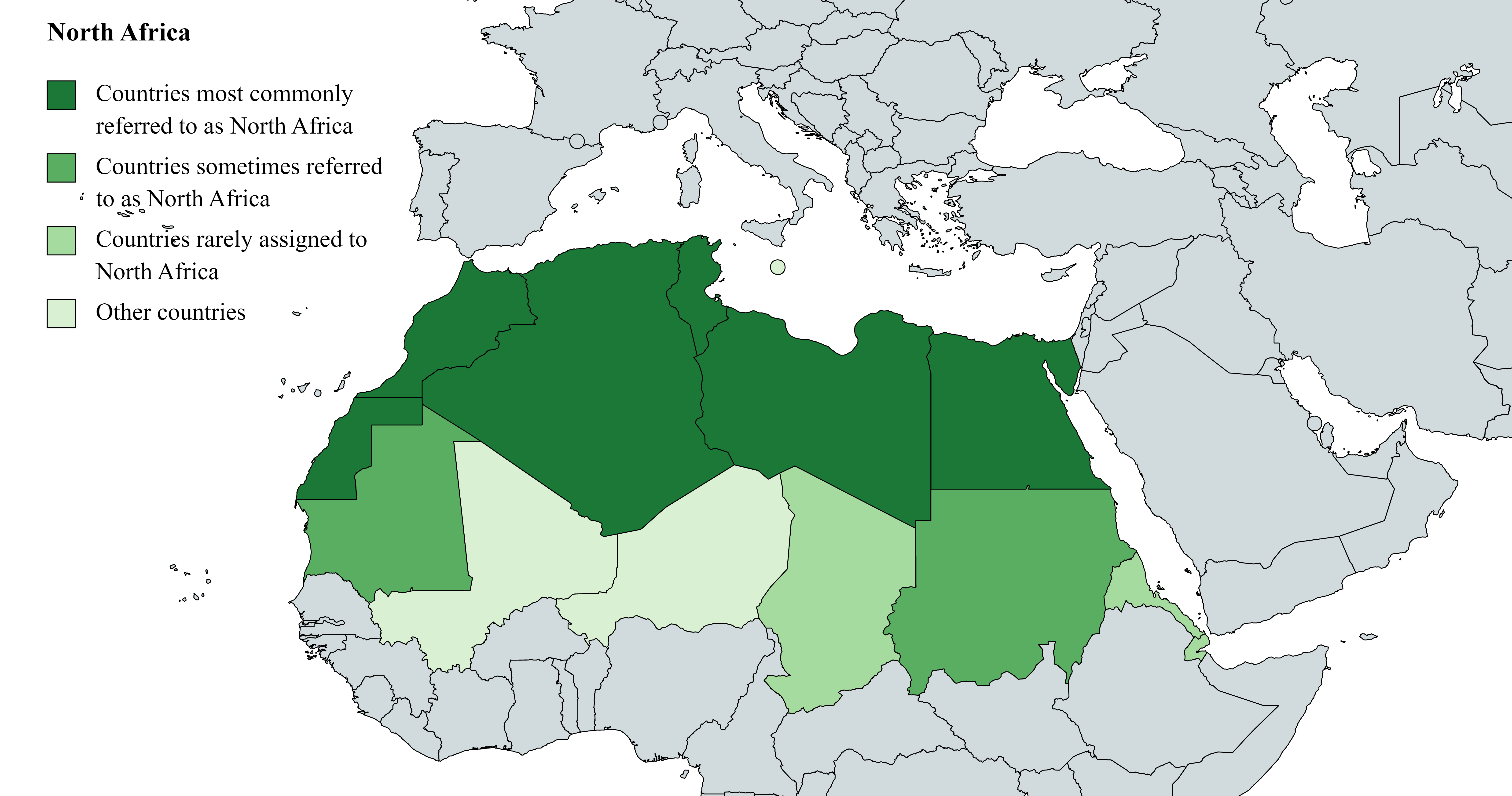
تعریف‌های مختلف منطقه شمال آفریقا
استیلای امپراتوری عثمانی بر شمال آفریقا